# 圣神堂 (锡拉库萨)
圣神堂（Chiesa dello Spirito Santo）是一座罗马天主教教堂，巴洛克建筑风格，位于意大利西西里锡拉库萨历史中心奥提伽岛的滨海大道（Lungomare Ortigia）4号，面向爱奥尼亚海。 

## 历史与建筑
自4世纪以来，该处就矗立着一座教堂，但受到地震的严重破坏，其中包括1542年地震，最终在1693年西西里地震期间倒塌。在西班牙人统治西西里岛期间，于1727年由建筑师蓬佩奥·皮切拉利重建。
自1652年以来，该堂一直由在俗的圣神善会赞助。在圣周期间，穿着连帽长袍的善会成员，有权进行游行，展示与受难有关的“奥秘”。门上方是善会的双十字纹章，上面是皇家纹章，可能是西班牙波旁王室的象征，上面有一只戴着皇冠的单头鹰。
教堂的内部因年代久远而受到极大的损害。善会的成员正在下降。 1974 年，窃贼偷走了一个18世纪的银杯和一幅安托内罗·达·梅西那画派的祭坛画。建筑物内部已关闭，需要维修。增加了一个外部楼梯，让游客可以爬到屋顶，欣赏奥提伽岛的天际线和大海。目前可访问性未知，计划修复。